# Warren Frost
Warren Frost, nato Warren Lucas Frost (Newburyport, 5 giugno 1925 – Middlebury, 17 febbraio 2017), è stato un attore statunitense.

## Biografia
Padre di Mark, Scott e Lindsay Frost, a diciassette anni si arruolò nella US Navy in occasione della Seconda guerra mondiale.
Nel 1957, debuttò a Hollywood, partecipando in varie serie televisive. Nel 1959 esordì al cinema con Il gioco dell'amore; tra i suoi altri film ricordiamo Cominciò con un bacio, Psycho IV e Sister Act 2 - Più svitata che mai.
Nel 1990 si aggiudicò il ruolo del Dr. Will Hayward ne I segreti di Twin Peaks, successivamente partecipò a diciassette episodi di  Matlock. Tra il 1992 ed il  1998 interpretò Mr. Ross in cinque episodi del telefilm Seinfeld.
Nel 2017 comparve in un episodio della serie tv Twin Peaks - The Return, tornando ad impersonare il celebre Dr. Hayward.
Frost vanta un dottorato in arti teatrali presso l'università del Minnesota ed è autore di un romanzo.

## Filmografia parziale

### Televisione
- The Gray Ghost – serie TV, episodio 1x02 (1957)
- Navy Log – serie TV, episodio 3x16 (1958)
- Psycho IV (Psycho IV: The Beginning), regia di Mick Garris – film TV (1990)
- Matlock – serie TV, 18 episodi (1991-1995)